# Abdullahi Isse

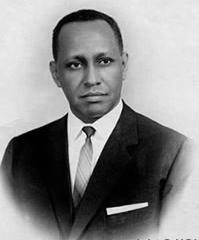
Abdullahi Isse

Abdullahi Isse var Somalias första premiärminister från 1949 till 1961. Han var därefter utrikesminister till år 1969.
Isse var generalsekreterare för organisationen Somali Youth League (SYL) som kämpade för landets självständighet. SYL lyckades förena inflytelserika personer från norra och södra Somalia.